# Рыбы-чистильщики

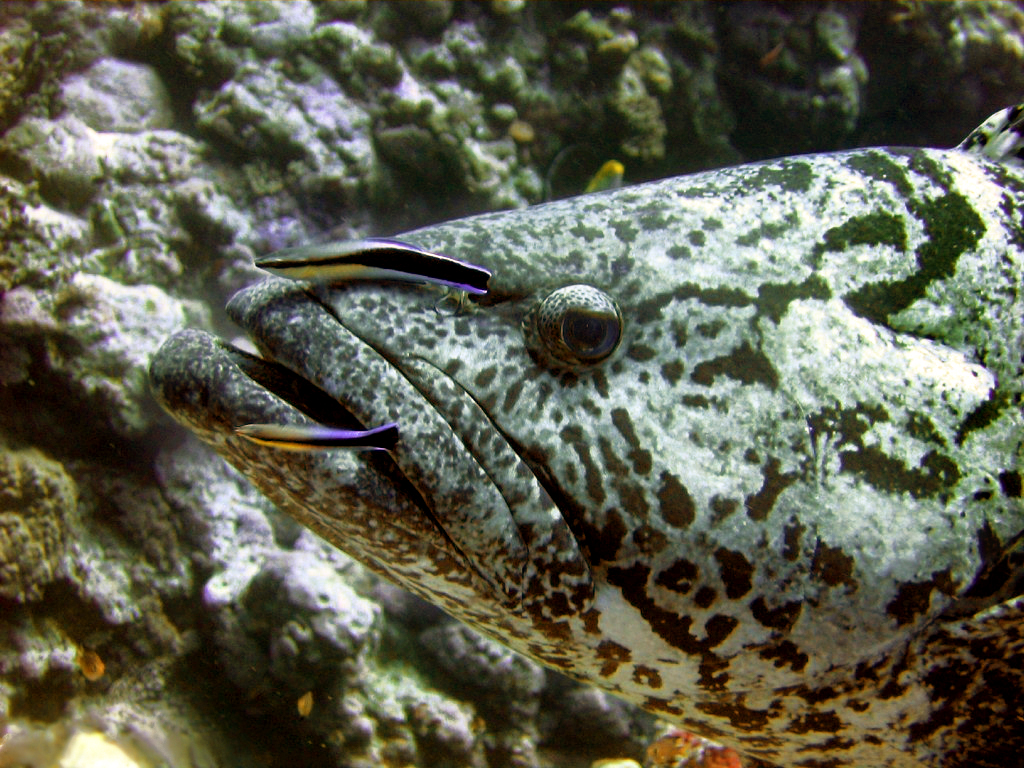
Два чистильщика-губана Labroides dimidiatus очищают от отмершей кожи и паразитов групера Epinephelus tukula.

Рыбы-чистильщики — рыбы, поедающие омертвевшую кожу и эктопаразитов у более крупных рыб других видов. Это пример симбиоза, когда выгоду получают оба сотрудничающих вида. Однако рыба-чистильщик иногда может обманывать и потреблять слизь или здоровые ткани другой рыбы, превращаясь в паразита. Чистильщики есть среди губанов, цихлид, сомов, Syngnathinae и бычков. Подобное поведение наблюдается и у других животных, таких как креветки-чистильщики.
Рыба-чистильщик рекламирует себя заметной окраской, часто демонстрируя блестящую синюю полосу, проходящую по всей длине тела. Эта адаптация эволюционировала независимо у разных видов рыб-чистильщиков, что делает её примером конвергенции эволюции. Другие виды рыб, называемые имитаторами, подражая поведению и фенотипу рыб-чистильщиков, чтобы подобраться к рыбе и укусить её. Это ещё один пример конвергентной эволюции.